# Swedish International Project Nuclear Safety
Swedish International Project Nuclear Safety (SIP)  var en operativt självständig enhet inom Statens kärnkraftinspektion (SKI) som initierades 1995 för att kanalisera internationellt stöd inom kärnkraftssäkerhetsområdet inom Sveriges närområde. Sedan 2005 sker liknande verksamhet under namnet SKI International Co-operation Programme - ICP.
Ett bilateralt samarbete mellan Litauen och Sverige inleddes redan 1991 efter Sovjetunionens fall, där Sverige under åren 1991–1997 kom att satsa nästan 230 miljoner på att förbättra säkerheten i kärnkraftverket Ignalina.
Insatserna omfattade tre områden:
- Myndighetssamarbete med den 1991 nystartade Litauiska kärnkraftsmyndigheten VATESI, som syftade till att bygga upp en fungerande kontrollmyndighet och att utveckla det legala ramverket för driften.[3]
- Industrisamarbete i form av teknikstöd och kunskapsöverföring.
- Tekniska förbättringar av säkerhetskaraktär i form av anläggningsinvesteringar.

Insatserna bedrevs inledningsvis som ett projekt inom SKI, men knoppades 1995 av till den operativt självständiga enheten SIP.
Inledningsvis var insatserna nästan uteslutande inriktade mot kärnkraftverket Ignalina, men kom med början 1996 att utvidgas till andra anläggningar, till exempel kärnkraftverken i Sosnovy Bor och Kola samt vissa militära anläggningar.